# 베스트팔렌

베스트팔렌의 영역:
초록: 베스트팔렌 왕국(1807~1813)
빨강: 베스트팔렌주(1815~1946)
짙은 회색: 노르트라인베스트팔렌주(1946~)

베스트팔렌(독일어: Westfalen)은 도르트문트, 겔젠키르헨, 뮌스터, 빌레펠트, 오스나브뤼크를 중심으로 한 지역으로, 노르트라인베스트팔렌주와 니더작센주에 걸쳐 있다.
베스트팔렌은 대체로 라인강과 베저강 사이를 말하며, 루르강 북쪽에 있다. 베스트팔렌이라는 지명은 시대에 따라 다르게 쓰여 그 경계를 정하기는 쉽지 않다. 면적이나 인구 등의 통계도 자료에 따라 값이 들쑥날쑥하다. 면적은 16,000에서 22,000 km2 사이이고, 인구는 430만 명에서 800만 명 사이이다.
베스트팔렌은 1180년 신성 로마 제국의 프리드리히 1세에 의해 공작령으로 격상되기 전까지는 작센 공작령의 일부로 리페강 남쪽의 작은 지역에 불과했다.
1807년부터 1813년까지는 프랑스 나폴레옹에 의해 통치되었던 베스트팔렌 왕국이 있었다. 실제로는 이름만이 겹칠 뿐, 헤세와 오스트팔렌 지역이 대부분이고 베스트팔렌은 일부만이 포함되었다.
1813년 이후 베스트팔렌은 프로이센의 한 주가 되었다. 베스트팔렌의 북쪽은 하노버와 올덴부르크로 편입되었다.
현재의 노르트라인베스트팔렌주는 프로이센의 베스트팔렌 주와 라인주의 북쪽 절반, 리페주로 이루어져 있다.
베스트팔렌은 30년 전쟁을 종결시킨 1648년 베스트팔렌 조약의 체결지로도 알려져 있다.

## 같이 보기
- 베스트팔렌 조약